# Велика жупа Плива і Рама

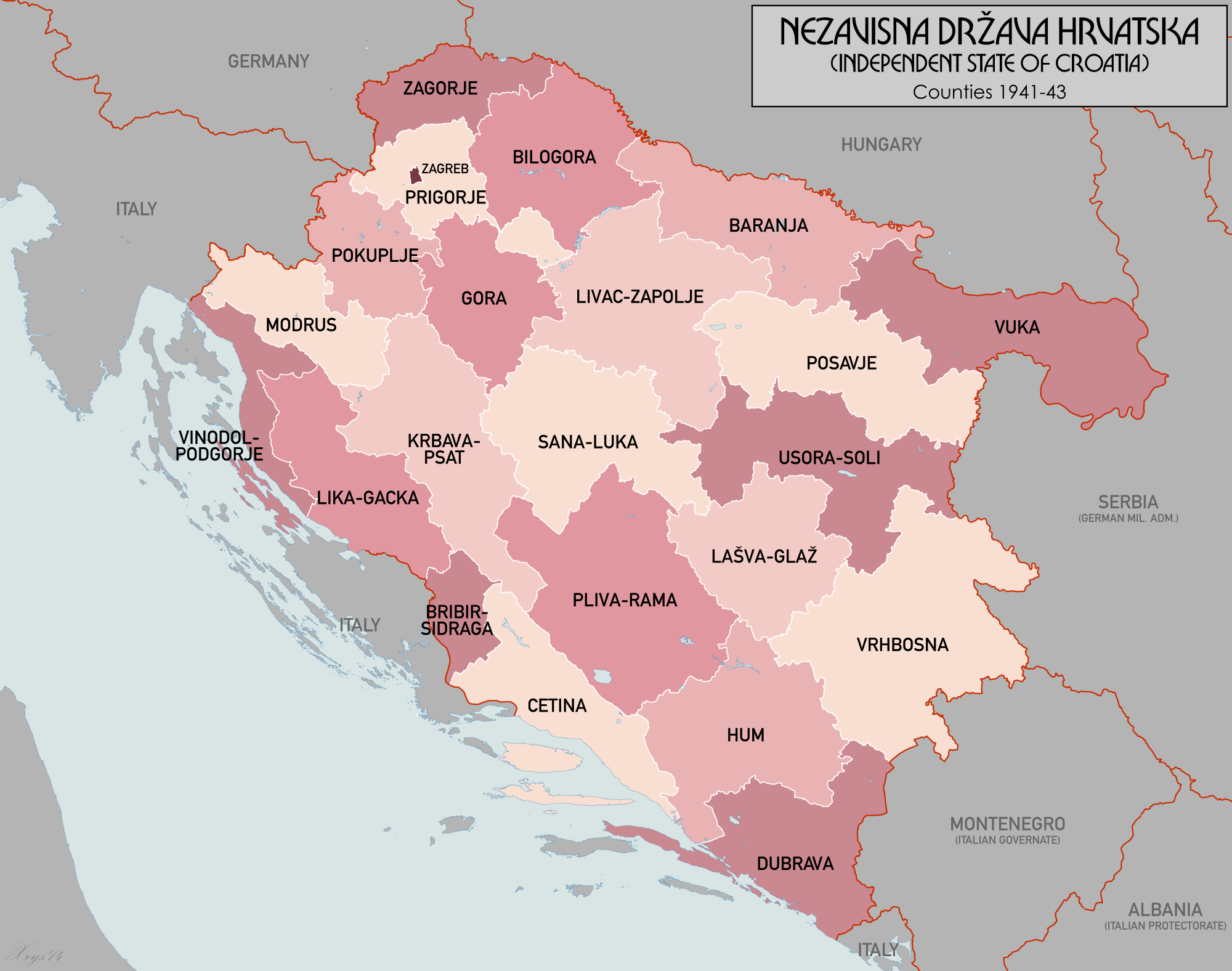
Адміністративний поділ НДХ

Велика жупа Плива і Рама (хорв. Velika župa Pliva i Rama) — адміністративно-територіальна одиниця Незалежної Держави Хорватії (НДХ), що існувала з 16 серпня 1941 до 5 липня 1944 на території сучасної Боснії та Герцеговини. Адміністративний центр — Яйце. 
Цивільною адміністрацією у великій жупі керував великий жупан, якого призначав поглавник (вождь) Анте Павелич. Першим великим жупаном був Хілмія Бешлагич, який пізніше також обійняв посаду міністра транспорту та громадських робіт НДХ.
Велика жупа Плива і Рама поділялася на райони, які називалися «котарські області» (хорв. kotarske oblasti) і збігалися в назві з їхніми адміністративними центрами:
- Бугойно
- Варцар-Вакуф
- Гламоч
- Дувно (до того часу Томиславград)
- Купрес (з 1 вересня 1941 р., перед тим — як «котарська іспостава» (хорв. kotarska ispostava))
- Ливно
- Прозор
- Яйце
- Горні-Вакуф (під назвою «котарська іспостава»)
- Доні-Вакуф (під назвою «котарська іспостава»)

Крім того, в окрему адміністративну одиницю було виділено місто Ливно.
З реорганізацією великих жуп у НДХ на підставі Постанови про великі жупи від 5 липня 1944 велику жупу Плива і Рама було розформовано і шляхом об'єднання частини території цієї великої жупи з територією розформованої великої жупи Лашва і Глаж утворено нову велику жупу Лашва-Рама, пізніше перейменовану на Лашва-Плива. Решту районів великої жупи Плива і Рама (Дувно, Ливно, Прозор), а також саме місто Ливно було приєднано до великої жупи Хум.